# Han van Konijnenburg-van Cittert

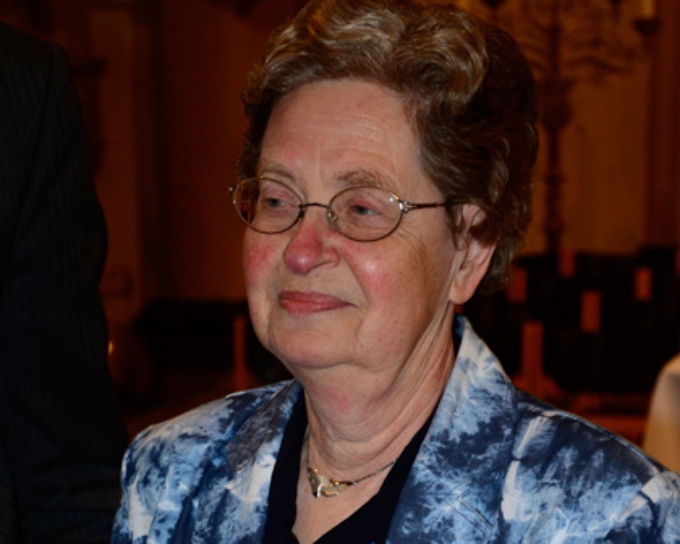
Han van Konijnenburg-van Cittert

Johanna H. A. „Han“ van Konijnenburg-van Cittert (* 1943 in Utrecht) ist eine niederländische Paläobotanikerin. Ihr botanisch-mykologisches Autorenkürzel lautet „van Konijnenb.“.

## Leben
Han van Konijnenburg-van Cittert studierte ab 1961 Biologie in Utrecht mit dem Diplom 1967 und wurde dort 1970 bei F. P. Jonker promoviert (In situ gymnosperm pollen from the Middle Jurassic of Yorkshire). Danach forschte sie weiter in Utrecht und wurde 2003 Professor für Paläobotanik in Leiden und Mitglied des nationalen Herbariums der Niederlande.
Mit Hans-Joachim Schweitzer beschrieb sie die fossile Flora des Jura und der Trias aus dem Iran und Afghanistan. Außerdem befasste sie sich mit dem Massenaussterben am Ende des Perm und der Flora der Trias in Norditalien (Anisium, Ladinium der Dolomiten, Karnium der Bergamasker Alpen) und Mitteleuropa.
Sie ist Fellow der Linnean Society of London (1985) und seit 1989 Mitherausgeber von  Review of Palaeobotany and Palynology (Elsevier), seit 2000 von Acta Palaeobotanica (Krakau), seit 2003 von Scripta geologica (Leiden) und seit 2005 beim Neuen Jahrbuch für Geologie und Paläontologie (Stuttgart).
Sie arbeitete unter anderem mit Evelyn Kustatscher zusammen (beide haben zusammen einige Erstbeschreibungen).

## Ehrungen und Auszeichnungen
- 1999: „Remy and Remy Award“ (zusammen mit Klaus-Peter Kelber), Paleobotanical Section, The Botanical Society of America[2]

## Schriften
- mit Klaus-Peter Kelber: A new Rhaetian flora from the neighbourhood of Coburg, (Germany) - preliminary results. Proceedings 4th. Europ. Palaeobot. Palynol. Conf. Heerlen 1994 (EPPC); Meded. Ned. Inst. Toegepaste Geowetenschappen TNO, 58, Haarlem, 1997, S. 105–113
- mit Klaus-Peter Kelber: Equisetites arenaceus from the Upper Triassic of Germany with evidence for reproductive strategies. In: Review of Palaeobotany and Palynology, 100, 1998, S. 1–26
- mit H.-J. Schweitzer u. M. Kirchner: The Rhaeto-Jurassic flora of Iran and Afghanistan. 12. Cycadophyta II. Nilssoniales. In: Palaeontographica Abt.B, 254, 2000, S. 1–63
- mit L. Passoni: New taxa of fossil Carnian Plants from Mount Pora (Bergamasc Alps; Northern Italy). In: Rev. Palaeobot. Palynol. 123, 2003, S. 321–346
- mit O.A. Abbink, C. J. van der Zwan u. H. Visscher: A Sporomorph Ecogroup Model for the Northwest European Upper Jurassic – Lower Cretaceous II: Application to an exploration well from the Dutch North Sea. In: Neth. J. of Geology/Geologie en Mijnbouw 83(2), 2004, S. 81–92
- mit E. Kustatscher: Seed ferns and cycadophytes from the Triassic flora of Thale (Germany). In: Neues Jahrbuch für Geologie und Paläontologie, 258(2), 2010, S. 195–217
- mit E. Kustatscher u. C. Pott: A contribution to the knowledge of the Triassic fern genus Symopteris. In: Review of Palaeobotany and Palynology 165, 2011, S. 41–60
- mit E. Kustatscher u. Klaus-Peter Kelber: Danaeopsis Heer ex Schimper 1869 and its European Triassic species. In: Review of Palaeobotany and Palynology, 183, 2012, S. 32–49
- mit E. Kustatscher: Seed ferns from the European Triassic – an overview. In: New Mexico Museum of Natural History and Science, Bulletin 61, 2013, S. 331–344